# Acanthocercus guentherpetersi
Acanthocercus guentherpetersi là một loài thằn lằn trong họ Agamidae. Loài này được Largen & Spawls mô tả khoa học đầu tiên năm 2006.